# Hugh Ross
Hugh Ross est un acteur britannique né le 28 avril 1945 à Glasgow en Écosse.

## Filmographie

### Cinéma
- 1978 : Sanglant Voyage scolaire (Killer's Moon) d'Alan Birkinshaw : un ministre du gouvernement
- 1990 : Cabal : Narcisse
- 1992 : Jeux de guerre : Barrister Atkinson
- 1996 : Trainspotting : un homme
- 1997 : Absolutely Fabulous: Absolutely Not! : le juge
- 2001 : Charlotte Gray : le psychiatre
- 2002 : Before You Go : M. Berry
- 2002 : Frères du désert : le prêtre du régiment
- 2007 : Hannibal Lecter : Les Origines du mal : professeur Dumas
- 2007 : Extraordinary Rendition : le notaire
- 2008 : Bronson : Oncle Jack
- 2009 : Le Portrait de Dorian Gray : le prêtre
- 2010 : First Night : Bunny
- 2011 : La Dame de fer : le ministre du cabinet
- 2015 : Sunset Song : l'inspecteur

### Télévision
- 1969 : Dr. Finlay's Casebook : le jeune (1 épisode)
- 1972 : Doomwatch : Ian (1 épisode)
- 1972 : Kate : Mike Stewart (4 épisodes)
- 1977 : Anna Karenina : Sludin (4 épisodes)
- 1978 : Tycoon : Tommy Meadowes (9 épisodes)
- 1983 : Jury : l'avocat de la défense (13 épisodes)
- 1985 : Mission casse-cou : Van Gelder (1 épisode)
- 1986 : Dramarama : Trimmer (1 épisode)
- 1990-2003 : Taggart : William Moyles et Richard Smiley (2 épisodes)
- 1993 : Hercule Poirot : Stephen Carter (1 épisode)
- 1993 : Les Règles de l'art : Adrian Stoneleigh-Stibbs (1 épisode)
- 1993 : Between the Lines : Commandant Graham Sullivan (11 épisodes)
- 1994 : Absolutely Fabulous : le juge (1 épisode)
- 2001 : Les Mystères de Sherlock Holmes : Doyle Senior (1 épisode)
- 2002 : Snoddy : l'inspecteur en chef Chalmers (6 épisodes)
- 2002 : Shackleton : Marsh
- 2002 : Monarch of the Glen (en) : Greg MacDonald (1 épisode)
- 2004 : Classé Surnaturel : Dean Claremont (5 épisodes)
- 2006 : Inspecteurs associés : Andrew Caulfield (2 épisodes)
- 2007 : Legit : Locatelli (2 épisodes)
- 2008 : The Palace : Jeremy Robinson (8 épisodes)
- 2009-2011 : Inspecteur Barnaby : l'évêque Graves et Ed Monkberry (2 épisodes)
- 2010 : Miss Marple : Lord Carmichael (1 épisode)
- 2011 : Psychoville : Vicar (1 épisode)
- 2012 : Dark Matter : Sir Arthur Woodward et Benjamin Franklin (2 épisodes)
- 2015 : The Team : William MacLean (2 épisodes)